# 蒙塔尔多托里内塞
蒙塔尔多托里内塞（義大利語：Montaldo Torinese），是意大利都灵省的一个市镇。总面积4平方公里，人口706人，人口密度176.5人/平方公里（2009年）。ISTAT代码为001158。